# Bernard z Trixenu

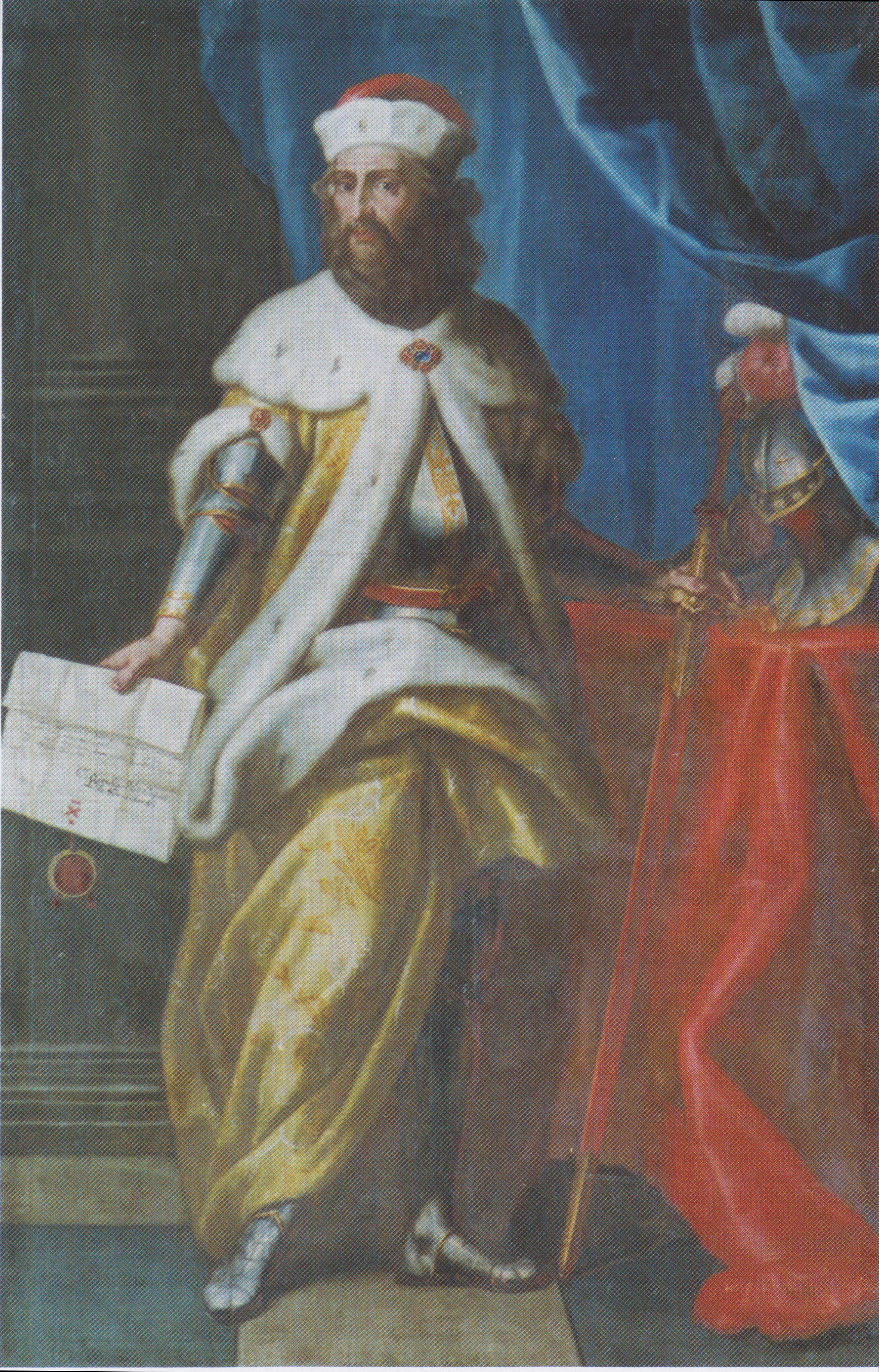
Bernard z Trixenu (obraz z 18. století)

Bernard z Trixenu (1090 – 16. listopadu 1147 Laodicea) byl hrabě z Trixenu a Mariboru pocházející z rodu Sponheimů.

## Život
Narodil se jako syn hraběte Engelberta I. a jeho manželky Hedviky, dcery saského vévody Bernarda II. Jeho bratry byli korutanští vévodové Jindřich IV. a Engelbert II. Oženil se s Kunhutou, dcerou štýrského markraběte Otakara II. Po smrti svého švagra Leopolda Silného se stal poručníkem jeho syna Otakara, který byl nezletilý. V roce 1142 založil cisterciácký klášter ve Viktringu, jehož se stal i prvním fojtem. V roce 1147 se už jako více než sedmdesátiletý spolu se svým synovci istrijským markrabětem Engelbertem III. a štýrským markrabětem Otakarem III. zúčastnil druhé křížové výpravy, kde byl 16. listopadu 1147 u Laodicey při tureckém útoku zabit. Po jeho smrti zdědil jeho majetky Otakar III. Štýrský.